# المنظمة العالمية للكشافة المستقلة
المنظمة العالمية للكشافة المستقلة (بالإنجليزية:World Organization of Independent Scouts) هي منظمة كشفية دولية للكشافة التقليدية.